# Кинастон, Эдвард
Эдвард Кинастон (приблизительно 1640 — январь 1706) — английский актёр.

## Биография
Кинастон был одним из последних т. н. «мальчиков-исполнителей» в эпоху Реставрации: молодых актёров, игравших на сцене женские роли. Благодаря привлекательной внешности, ему удавалось выглядеть убедительным в образах героинь: Сэмюэл Пипс после спектакля «Верный подданный» по пьесе Джона Флетчера, ставившейся в театре Кокпит, назвал его «прекраснейшей леди, которую я когда-либо встречал в своей жизни, лишь её голос был не очень хорош». Также он сыграл заглавную роль в «Эписин» Бена Джонсона. После одного из спектаклей, состоявшегося 18 августа 1660, Пипс ужинал с Кинастоном.
Актёр Колли Киббер вспоминал: «Леди гордились тем, что после пьесы катались с ним, одетым в театральный костюм, в карете по Гайд-парку». Клиббер также сообщает, что представление трагедии, на которое явился Карл II, было задержано, так как, как кто-то объяснил, Кинастон, игравший роль Королевы, «ещё не побрился».
В 1660-х гг. женщинам было разрешено появляться на сцене, а к исполнению мужчинами женских ролей стали относиться менее одобрительно. Последней женской ролью Кинастона стала Эвадна в «Трагедии девушки» Бомонта и Флетчера, поставленной в 1661 в Киллигрю-компани. Кинастон сделал успешную карьеру, играя мужские роли, особо удачной из которых называли шекспировского Генриха IV. В 1699 он ушёл на покой.

## Образ в искусстве
В 2004 году Билли Крудап предстал перед зрителями в роли Кинастона в фильме «Красота по-английски» режиссёра Ричарда Эйра, явившемся экранизацией пьесы американского драматурга Джеффри Хатчера «Complete Female Stage Beauty»; в фильме также были заняты Клэр Дейнс, Руперт Эверетт.
С 2017 года в московском театре О. Табакова роль Кинастона в одноимённой постановке исполнял Максим Матвеев, с ноября 2020 года его заменил Юрий Чурсин.